# شيركان (سيلوانة)
قرية شيركان (بالكردية: شێرەکان) هي إحدى القرى التابعة لـمرغور في ريف قسم سيلوانه من مقاطعة أرومية، في محافظة أذربیجان الغربیة الإيرانية.

## السكان
حسب إحصاءات سنة 2006، بلغ إجمالي السكان في شيركان 762 نسمة وعدد المساكن 126 مسكن. لغة سكان شيركان هي اللغة الكردية و هم من أهل السنة والجماعة والمذهب الشافعي.